# Wiener Blut – Berggericht
Wiener Blut – Berggericht ist ein österreichischer Spielfilm aus dem Jahr 2025 von Regisseurin Katharina Heigl nach einem Drehbuch von Martin Ambrosch mit Melika Foroutan, Charlotte Schwab, Harald Windisch und Fritz Karl. Der Film ist eine Fortsetzung von Wiener Blut (2019).

## Handlung
Die Wiener Staatsanwältin Fida Emam, deren Wurzeln in Ägypten liegen, lebt mit ihrer alkoholkranken Mutter Afifa unter einem Dach, ihre Tochter studiert mittlerweile in Frankfurt.
Die 18-jährige Laura Spindler wird auf einer Landstraße im Weinviertel aufgegriffen, nachdem sie zwei Jahre zuvor in einem Wiener Heurigenviertel entführt wurde. Jetzt ist sie ihrem Peiniger aus dem Weinkeller entkommen, in dem sie gefangen gehalten wurde. Von Lauras Freundin Emilia Schreiner, die damals ebenfalls verschwand, fehlt weiterhin jede Spur. Besitzer des Weinkellers ist Paul Ritter, ein Wiener Antiquitätenhändler. Der behauptet allerdings, nichts mit der Entführung zu tun zu haben, zählte allerdings damals bereits zu den Verdächtigen.
Staatsanwältin Fida Emam und Polizist Markus Glösl versuchen gemeinsam, die vermisste Emilia zu finden. Die Ermittlungsarbeiten werden von Marie Schubert-Retzenthaler von der Sektion Öffentlichkeitsarbeit im Innenministerium begleitet, die Kontakt zum Minister und zur Presse hält und immer wieder Druck auf Emam ausübt.
Laura gibt an, dass ihr Entführer immer eine Sturmhaube getragen hat und sie sein Gesicht nie gesehen hat. Erich Schreiner, der Vater von Emilia, betreibt einen Heurigen in Stammersdorf, seine Weingärten liegen teilweise in Niederösterreich. Auf einem Foto von damals ist Paul Ritter mit Erich und Emilia zu sehen. Ritter hat in der Gegend weitere Weinkeller angemietet.
Leiter der zuständigen Ermittlergruppe ist Florian Pollak, einer seiner Mitarbeiter ist Fritz Gamma. Paul Ritter bittet Fida Emam, zu seiner ebenfalls alkoholkranken Mutter Trude zu dürfen, weil sie ohne ihn noch mehr trinkt. Paul hatte Jus studiert und war Richteranwärter, bis er das Geschäft seines verstorbenen Vaters übernehmen musste. Tochter Judith Richter ist vor drei Jahren erstickt und hatte ein starkes Opioid im Blut. Damals wurde ebenfalls gegen ihren Vater ermittelt, die Ermittlungen wurden allerdings eingestellt. Judiths Mutter Edith beging sechs Monate später vermutlich Suizid. Paul kümmert sich seitdem um die Pflege seine Mutter.
Von Trude Ritter erfährt Emam, dass das Antiquitätengeschäft von ihrem Vater, Professor Albrecht Ritter, gegründet wurde. Seine Sammlung hatte er durch Arisierung aufgebaut, nach dem Krieg wurde diese teilweise restituiert. Emam beauftragt einen Arzt für ein Gutachten, dieser soll sich mit dem Erwachsenenvertreter abstimmen.
Die Polizei nimmt den von Geburt an blinden Peter Schweiger fest, dessen Fingerabdrücke auf Lebensmitteln im Weinkeller gefunden wurden. Die Lebensmittel hatte er von einem Lieferdienst. Laura behauptet, drei Schlösser mit Haarnadeln geknackt zu haben. Nachdem es sich dabei allerdings auch um ein Zuhaltungsschloss handelte, das mit dieser Methode nicht geöffnet werden kann, gibt sie an, dass der Entführer die Tür offen gelassen hatte. Die DNA von Laura Spindler ist im Elektronischen Kriminalpolizeilichen Informationssystem EKIS erfasst, gegen Laura und Emilia wurde damals ermittelt, weil sie verdächtigt wurden, mit Drogen gehandelt zu haben.
Christiane Koch, die Heimpflegerin von Trude Ritter und Peter Schweiger, hat mit Paul eine Liebesbeziehung. An der Kellerwand ihres Weinkellers waren über 700 Striche eingeritzt, was zu den Tagen für das Verschwinden von Emilia passt, der Keller selbst ist leer. Laura und Emilia hatten Trude mit Wein beliefert, von ihr hatten sie wiederholt ein Mittel für den Alkoholentzug gestohlen. Judith hatte dieses und andere Mittel genommen und ist daran gestorben. Laura und Emilia hatten Judith vor dem Haus ihrer Eltern abgelegt, ohne die Rettung zu rufen. Emam vermutet, dass Paul dahintergekommen ist und Selbstjustiz geübt hatte, indem er die beiden Mädchen in Dunkelhaft genommen hat. Laura bestätigt, dass Christiane sie eingesperrt und mit Lebensmitteln versorgt hat. Paul behauptet weiter, mit all dem nichts zu tun zu haben, jedenfalls könne man ihm keinerlei strafbare Handlung nachweisen.
Koch bietet der Polizei an, sie zu Emilia zu führen. Im Stiegenhaus stürzt sie sich in die Tiefe und ist sofort tot. Glösl und Emam finden Emilia schließlich lebend in Pauls Weinkeller. Außerdem vermuten sie, dass Trude einen Medikamentencocktail für Laura und Emilia, die sie regelmäßig bestohlen hatten, zubereitet hat. Die beiden hatten das Mittel allerdings an Judith weitergegeben, die daran gestorben ist. Laut Trude habe es sich um ein Unglück gehandelt.

## Produktion
Die Dreharbeiten fanden vom 16. Mai bis zum 16. Juni 2023 in Wien und Niederösterreich statt. Produziert wurde der Film von der Satel Film, als Produzentin fungierte Bettina Kuhn. Beteiligt waren der Österreichische Rundfunk und das ZDF, unterstützt wurde die Produktion von FISA+, dem Fernsehfonds Austria und dem Land Niederösterreich.
Die Kamera führte Thea Adlung, die Montage verantwortete Karin Hartusch und das Casting und das Green Consulting Marion Elisabeth Rossmann. Das Maskenbild gestalteten Monika Puymann und Birgit Hirscher, das Kostümbild Isabella Derflinger, das Szenenbild Susanne Quendler und den Ton Wolfgang Wanderer und Simon Markovic. Das Lied Mit die Hund eischlofn wurde von Peter Cerny komponiert und getextet.

## Veröffentlichung
Auf ORF ON wurde der Film am 22. Februar 2025 veröffentlicht, im ORF wurde der Film am 23. Februar 2025 erstmals ausgestrahlt. In der ZDFmediathek wurde der Film am 15. März 2025 veröffentlicht, im ZDF wurde der Film am 24. März 2025 erstmals gezeigt.

## Rezeption

### Kritiken
Oliver Armknecht vergab auf film-rezensionen.de vier von zehn Punkten. Die Besonderheiten des ersten Teils wurden gestrichen, dafür gebe es einen Kriminalfall, der nie glaubwürdig sei, sowie nervige Streitereien. Da helfe dann auch die perfide Schlusspointe nichts mehr.
Tilmann P. Gangloff bewerte den Film auf tittelbach.tv mit vier von sechs Sternen. Die Fortsetzung wirke eine Nummer kleiner und entspreche eher den üblichen Krimikonventionen, sei aber nicht minder sehenswert. Spannend sei der Film sowohl darstellerisch als auch als Wettlauf gegen die Zeit.
Heike Hupertz bezeichnete in der Frankfurter Allgemeine Zeitung das Drehbuch als erläuterungsdialoglastig. Die Informationsmomente sorgten zwar für Publikumsorientierung, aber auch für Spannungsabfall. Atmosphärisch reiche der Film nicht an die meist überdurchschnittlichen ORF-Landkrimis heran. Insgesamt werde man gut unterhalten, es bleibe aber der Eindruck, dass der Film viele Möglichkeiten zwecks leichterer Konsumierbarkeit verderbe.
Elisa Eberle schrieb auf prisma.de, dass man nicht umhinkomme, sofort an Schicksale wie das von Natascha Kampusch zu denken. Allerdings entwickele sich der Krimi bald in eine andere Richtung. Drehbuchautor Martin Ambrosch gelinge es, aktuelle gesellschaftliche Themen in seine Geschichte einzuweben, ohne den eigentlichen Fall zu sehr damit zu überlasten.

### Quote
Die Erstausstrahlung am 23. Februar 2025 auf ORF 2 wurde von bis zu 748.000 und durchschnittlich 714.000 Zuschauern verfolgt bei einem Marktanteil von 26 Prozent.
Im ZDF verfolgten am 24. März 2025 die Erstausstrahlung 6,08 Millionen Zuschauer, der Marktanteil lag bei 24,1 Prozent.